# Alexandrina de Bleschamp
Alexandrina de Bleschamp (23. února 1778 – 12. července 1855) byla francouzská šlechtična, známá jako „Madame Jouberthon“. Po úmrtí prvního manžela bankéře Hippolyta Jouberthona, kterému v roce 1799 porodila dceru Annu, se 26. října 1803 stala druhou manželkou Luciena Bonaparta, mladšího bratra Napoleona Bonaparta. Se svým druhým manželem měla deset dětí:
- 1. Charles Lucien Bonaparte (24. 5. 1803 Paříž – 29. 7. 1857 tamtéž),  2. kníže z Canina a Musignana, biolog a ornitolog[1]
⚭ 1822 Zenaida Bonaparte (8. 7. 1801 Paříž – 8. 8. 1854 Neapol)[2]
- 2. Lætitia Bonaparte (1. 12. 1804 Milán – 15. 3. 1871 Viterbo)[3]
⚭ 1821 Thomas Wyse (9. 12. 1791 – 16. 4. 1862), irský politik a diplomat[4]
- 3. Josef Lucien Bonaparte (14. 6. 1806 – 15. 8. 1807)[5]
- 4. Johana Bonaparte (22. 7. 1807 Řím – 22. 9. 1829)[6]
⚭ 1825 Onorato Onorati (1800 – 20. 7. 1856)[7]
- 5. Paul Maria Bonaparte (19. 2. 1809 Canino – 7. 9. 1827 Nauplion), bojoval v řecké osvobozenecké válce, tragicky zahynul při čištění své zbraně, svobodný a bezdětný[8]
- 6. Louis Lucien Bonaparte (4. 1. 1813 Grimley – 3. 11. 1891 Fano), jazykovědec
I. ⚭ 1832 Anna Maria Cecchi (27. 3. 1812 – 17. 3. 1891 Ajaccio)[9]
II. ⚭ 1891 Clémence Richard (28. 11. 1830 Larrau – 14. 11. 1915 Londýn)[10]
- 7. Pierre Napoléon Bonaparte (11. 10. 1815 Řím – 7. 4. 1881 Versailles), politik a revolucionář[11]
⚭ 1852 Eleonora-Justina Ruflinová (1. 7. 1832 Paříž – 13. 10. 1905 tamtéž)[12]
- 8. Antonín Bonaparte (31. 10. 1816 – 28. 3. 1877)[13]
⚭ 1839 Marie-Anne Cardinali (24. 2. 1823 – 9. 10. 1879)[14]
- 9. Marie Alexandrina Bonaparte (10. 10. 1818 Perugia – 20. 8. 1874)[15]
⚭ 1936 Vincente Valentini (4. 4. 1808 – 13. 7. 1858), hrabě di Laviano[16]
- 10. Konstancie Bonaparte (30. 1. 1823 Bologna – 5. 9. 1876 Řím), řeholnice[17]